# Капуас (река, впадает в Южно-Китайское море)
Капуа́с, Ка́пуас (индон. Kapuas) — река на индонезийской территории острова Калимантан. Протекает по провинции Западный Калимантан, расположенной в западной и центральной части острова. Впадает в Южно-Китайское море, образуя разветвлённую дельту.
Длина реки — 1143 км, площадь водосборного бассейна — более 98 000 км². Является самой длинной рекой Индонезии, а также самой длинной в мире островной рекой.

## Гидрография

Капуас на карте

Длина — 1143 км, ширина до 700 метров, площадь бассейна — 98 749 км² (более 67 % территории провинции Западный Калимантан). Расход воды подвержен сезонным колебаниям, средний показатель — свыше 5000 м³/с. Река наиболее многоводна в апреле и ноябре, когда выпадает максимум осадков и значительные прибрежные территории затапливаются паводковыми водами.
Истоки находятся в центре острова Калимантан к югу от индонезийско-малайзийской границы в районе стыка западных склонов горных хребтов Мюллер и Верхний Капуас, фигурирующего в российской картографии также под нидерландским названием Бовен-Капуас (индон. Kapuas Hulu, нидерл. Boven Kapuas).
На протяжении примерно 165 км река протекает по горной местности, далее — преимущественно по равнинной, местами значительно заболоченной. Примерно в 350 км от истока у северного берега находится озеро Сентарум, связанное с рекой многочисленными протоками, а в период разливов фактически образующее с рекой единый водный массив.
Впадая в Южно-Китайское море в районе города Понтианак, столицы провинции Западный Калимантан (в том числе непосредственно в городской черте), образует разветвлённую дельту. Из трёх основных рукавов наиболее полноводным является северный, известный как Большой Капуас (индон. Kapuas Besar).
Крупнейший приток — река Мелави (индон. Melawi), впадает слева в черте города Синтанг примерно в 465 км от устья Капуаса. В месте впадения Мелави Капуас достигает едва ли не максимальной ширины. В некоторых старых источниках расстояние между его берегами в Синтанге оценивается как 1360 метров, однако данные современных карт (в полтора-два раза меньшая ширина) позволяют предположить, что подобная цифра является либо результатом замера в период сезонного разлива реки, либо попросту преувеличением.

## Природа

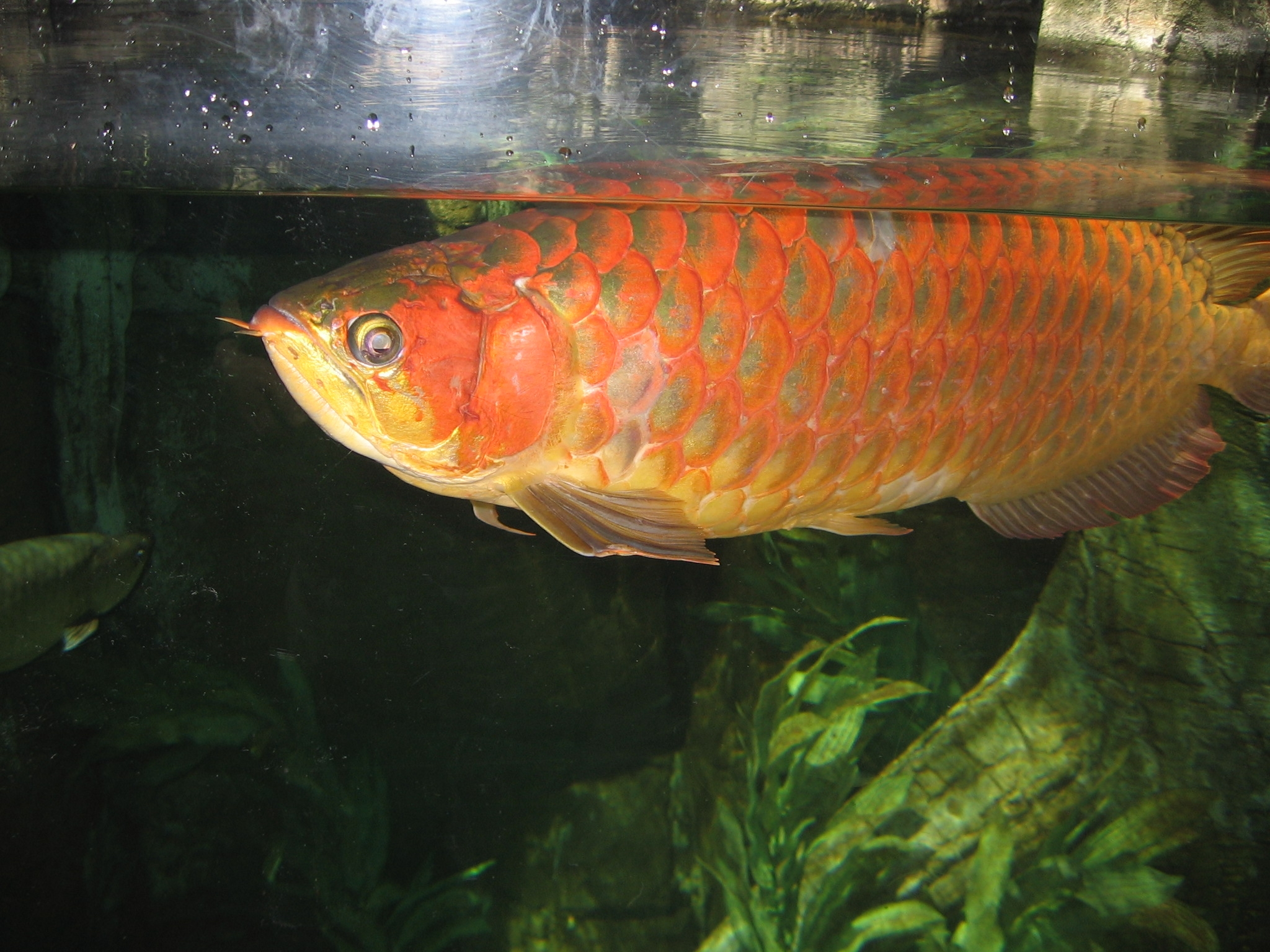
Подвид малайзийского склеропагеса, отличающийся ярко-оранжевым окрасом — эндемик Капуаса

Капуас протекает в основном по лесистой (в верхнем и среднем течении) и болотистой (в среднем и нижнем течении) местности. Богатый природный мир реки и её бассейна является предметом международных научных исследований, в ходе которых периодически открываются новые биологические виды.
Среди последних открытий — обнаруженная и описанная в 2003-2005 годах немецкими и американскими герпетологами капуасская грязевая змея (лат. Enhydris gyii, англ. Kapuas Mud Snake), способная менять окраску в зависимости от различных факторов внешнего воздействия.
В бассейне Капуаса находятся национальные парки «Бетунг Керихун» и «Озеро Сентарум», территория которых, — соответственно, 8000 км² и 1320 км², — непосредственно прилегает к берегам реки.

## Транспортное и хозяйственное значение

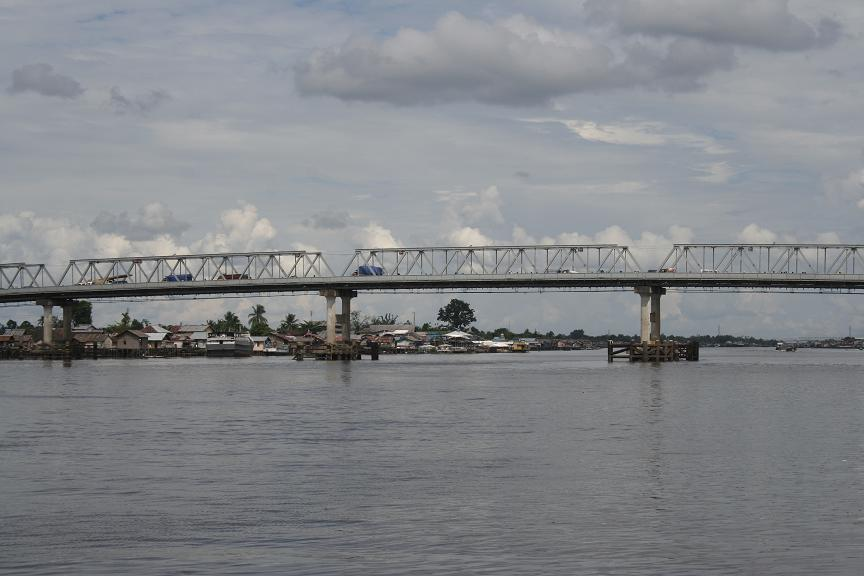
Мост через Капуас в пригороде Понтианака

Капуас — важнейшая воднотранспортная артерия Калимантана, связывающая центральные районы острова с его западным побережьем. Глубины реки (до 27 метров) обеспечивает возможности для интенсивного грузового и пассажирского судоходства на весьма большом расстоянии от устья: суда с осадкой до 3 метров ходят до города Синтанг (465 км от устья), с осадкой до 2 метров — до города Путуссибау (902 км от устья).
Практически на всём протяжении реки практикуется сплав леса. Широко распространено рыболовство.
В различных местах через Капуас наведено несколько мостов. Последний из них, обладающий наибольшей пропускной способностью, официально открыт 9 июля 2007 года в Понтианаке президентом Индонезии С. Б. Юдойоно.